# 秘鲁国营航空
秘鲁国营航空公司（西班牙語：Transportes Aereos Nacionales de Selva，缩写TANS Peru）是总部在秘鲁利马的一家航空公司。它运营定期国内航班，大本营是利马豪爾赫·查維茲國際機場。它和秘鲁政府、军队关系密切，是国家制定航空公司。
2005年该公司被秘鲁政府主动关闭，因为发生了秘鲁国营航空204号班机空难，这是一起人为疏忽。该公司一直是是南美洲安全纪录最差的航空公司。

## 空難
- 秘鲁国营航空222号班机空难
- 秘鲁国营航空204号班机空难